# 阴蒂勃起

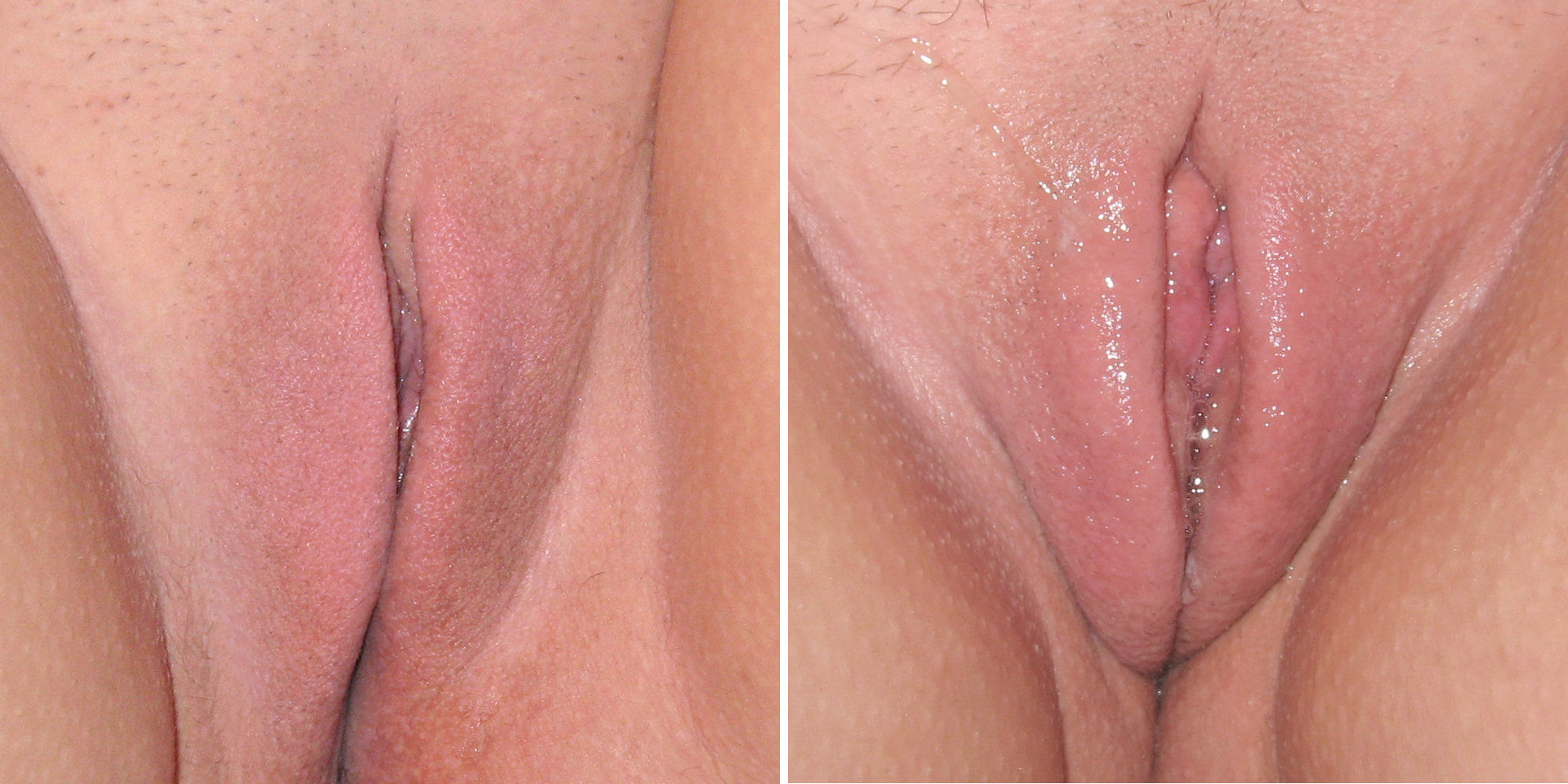
未受刺激的女阴（左）和受刺激的女阴（右）

阴蒂勃起（英語：Clitoral erection）指的是女性阴蒂较平时胀大而坚挺的一种生理現象。阴蒂勃起是心理、神经、血管以及内分泌等因素等相互复杂作用而引起的结果，通常但并不是唯一的与性刺激有关。

## 生理学

女性陰戶的解剖圖，其中有標示陰蒂包皮及小陰唇

女性的阴蒂与男性的阴茎是同源的。外部可见的的大小变化从几毫米到一厘米不等，隐藏在大阴唇合拢处之间。刺激阴蒂可以增加流进该部位的血液，同时使阴道中的阴道分泌液增多。有许多种方法刺激阴蒂。
陰蒂中有二個陰蒂海綿體，是會膨脹的勃起結構，當陰蒂海綿體充血時，阴蒂就會勃起。陰蒂海綿體充血可能因為包括性唤起在內的許多生理学刺激所造成。在性唤起時，陰蒂動脈的血流量增加，陰蒂內的小梁平滑肌松弛，使血液可以充滿整個勃起組織。坐骨海綿體肌和球海綿體肌會收縮，壓迫陰蒂的背靜脈，使血液流在陰蒂內。這個過程會使阴蒂白膜延伸，陰蒂為了適應增加的海綿體內壓力，也會隨之腫脹。陰蒂的白膜只由一層組織構成，相較於由二層組織構成的陰莖白膜，陰蒂白膜的彈性比較好。